# Treadmilling

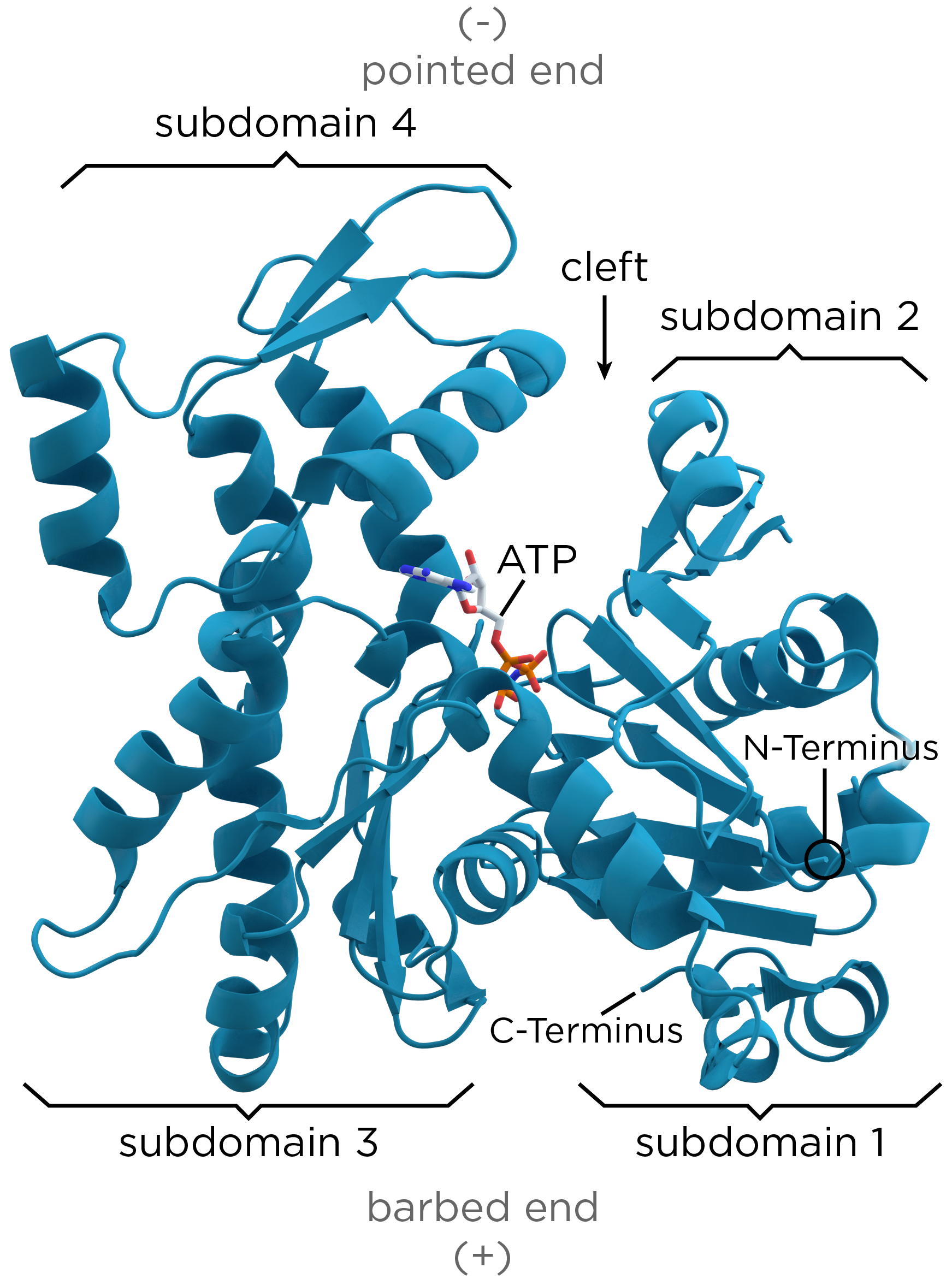
De fyra områdena som bygger upp en aktin monomer, samt var ATP binder in till strukturen. På bilden visas ATP-G-aktin.

Treadmilling är en mekanism som förekommer i en majoritet av cytoskelettala filament. Mekanismen är särskilt viktig för uppbyggnaden av mikrotubuli såväl som aktinfilament, F-aktin. Processen möjliggörs av att mikrotubuli samt F-aktin är polära filament, där tubuli respektive G-aktin, vilka är de monomerer som bygger upp filamenten, orienterar sig i samma riktning och således ger upphov till en plus- och minuspol. Nedbrytningen av polymeren sker i minuspolen, och uppbyggnaden genom en sammansättning av monomerer, sker främst i pluspolen. Det är fenomenet där depolymerisation sker i minuspolen och polymerisation sker i pluspolen som benämns som treadmilling. 

## Mekanismen i detalj
För såväl aktinfilament som mikrotubuli förekommer ATP-krävande tillväxt vid pluspolen. All uppbyggnad sker för båda de cytoskelettala filamenten i deras pluspol, och det är denna process, polymerisationen, som är energikrävande. 

### Aktinfilament
Aktinfilament är det minsta av de cytoskelettala filamenten. Aktinmonomerer, G-aktin, vilka bygger upp aktinfilament består av fyra olika områden. Dessa fyra område kan omformas och omsluta en bunden nukleotid, ATP eller ADP. Bindandet av ATP till aktinmonomerer reglerar hastigheten för uppbyggande av aktinfilament. ATP-bindningen prioriterar reaktioner med andra monomerer av G-aktin. Fritt ATP-G-aktin gynnar därför uppbyggnaden av aktinfilament. Uppbyggnaden av aktinfilament beror alltså på koncentrationen av ATP-G-aktin, däremot gör inte nedbrytningen av aktinfilament det. Vid bildning av F-aktin ordnar sig G-aktin med en rotation på 166o runt aktinfilamentets axel. Denna rotation bidrar till att aktinfilamenten visuellt ser ut som två bredvidliggande trådar. Ytterligare orienterar sig samtliga monomerer i samma riktning, vilket ger upphov till aktinfilamentets polaritet. Den positiva änden kallas taggig (barbed), då änden visuellt blir taggigt när myosin S1-fragment binder in till filamentets ände. Med samma resonemang kallas den negativa änden för spetsig (pointed). I inledningen berördes att polymerisationen sker i aktinfilamentets pluspol, det är även möjligt att polymerisation sker i aktinfilamentets negativa pol, sannolikheten att detta sker är dock liten. Polymerisation vid aktinfilamentets negativa pol kräver nämligen att det sker en konformationsändring av G-aktinets fyra subområden , för att en bindningsmöjlighet till aktinfilamentet skall möjliggöras.

### Mikrotubuli
Mikrotubuli, det största av de cytoskelettala filamenten, är en polär struktur vars polaritet ges av hur α- och β-tubuli dimerer ordnar sig vid uppbyggnad av filamentet. Då dessa alltid ordnar i sig i samma riktning medför det att filamentets ena sida består av enbart α-tubulin och den andra av β-tubulin.  Det finns även en tredje form av tubuli, γ-tubulin, som antas vara del i det första steget av polymerisation av α- och β-tubuli . Polymerisation av tubuli sker främst i pluspolen, men förekommer småskaligt i minuspolen

## Kritisk koncentration
Den kritiska koncentrationen avgör huruvida filamentet kommer växa, då polymerisationen sker i en snabbare takt än depolymerisationen, om filamentets längd kommer vara konstant, då depolymerisation och polymerisation sker i samma takt, alternativt om filamentet kommer minska i längd, då depolymerisationen sker snabbare än polymerisationen.

### Kritisk koncentration - Aktin
Den kritiska koncentrationen (CC) vid aktinpolymerisation är koncentrationen G-aktin i jämvikt med koncentrationen aktinfilament. När koncentrationen G-aktin är mindre än den kritiska koncentrationen sker ingen polymerisation. Däremot sker en depolymerisation av F-aktin, till dess att den kritiska koncentrationen uppnås, och systemet är i jämvikt. När koncentrationen G-aktin överskrider den kritiska koncentrationen polymeriseras F-aktin till dess att koncentrationen G-aktin och F-aktin står i jämvikt.  Den kritiska koncentrationen vid pluspolen (CC+) och vid minuspolen (CC-) av aktinfilamentet är olika.